# IC 1383
IC 1383 ist eine Spiralgalaxie mit ausgedehnten Sternentstehungsgebieten vom Hubble-Typ Sbc im Sternbild Aquarius auf der Ekliptik. Sie ist schätzungsweise 403 Millionen Lichtjahre von der Milchstraße entfernt und hat einen Durchmesser von etwa 45.000 Lichtjahren.
Im selben Himmelsareal befinden sich u. a. die Galaxien IC 1381, IC 1384, IC 1385, IC 1387.
Das Objekt wurde am 6. November 1891 von Stéphane Javelle entdeckt.